# Zane Maloney
Zane Maloney (Bridgetown, 2 ottobre 2003) è un pilota automobilistico barbadiano vincitore della Formula 4 britannica nel 2019, diventando il primo pilota barbadiano a vincere un campionato europeo.

## Carriera

### Kart e primi anni in monoposto
Dopo aver conquistato diversi titoli di karting a Barbados, a dodici anni Maloney inizia a correre in kart nel Nord America, per poi trasferirsi in Europa per correre con il team Ricky Flynn Motorsport. Nel 2018 raggiunge ottimi risultati, conclude terzo sia nel campionato tedesco e nel WSK Champions Cup. Partecipa anche al campionato europeo di Kart dove conclude quarto e al campionato mondiale dove finisce quinto.
Nel 2019 passa alle corse in monoposto, partecipa con il team Carlin al campionato britannico di Formula 4. A Oulton riesce nell'impresa di vincere tutte le tre gare in un solo fine settimana, conquista altre sette vittorie, arrivando a podio per un totale di quindici volte. Maloney vince il campionato con venti punti sul secondo, diventando sia il primo pilota di Barbados a vincere un campionato in Europa e il primo Rookie a vincere il campionato.
Nel 2020 sempre con il team Carlin si iscrive al campionato Euroformula Open. Nel primo weekend al Hungaroring finisce quarto in gara uno e terzo in gara due, al Paul Ricard è costretto a saltare la prima per problemi tecnici ma nella gara due finisce secondo dietro a Ye Yifei. Nel resto della stagione non raggiunge altri podi e conclude ottavo in classifica generale e terzo tra i Rookie.

### Formula Regionale europea

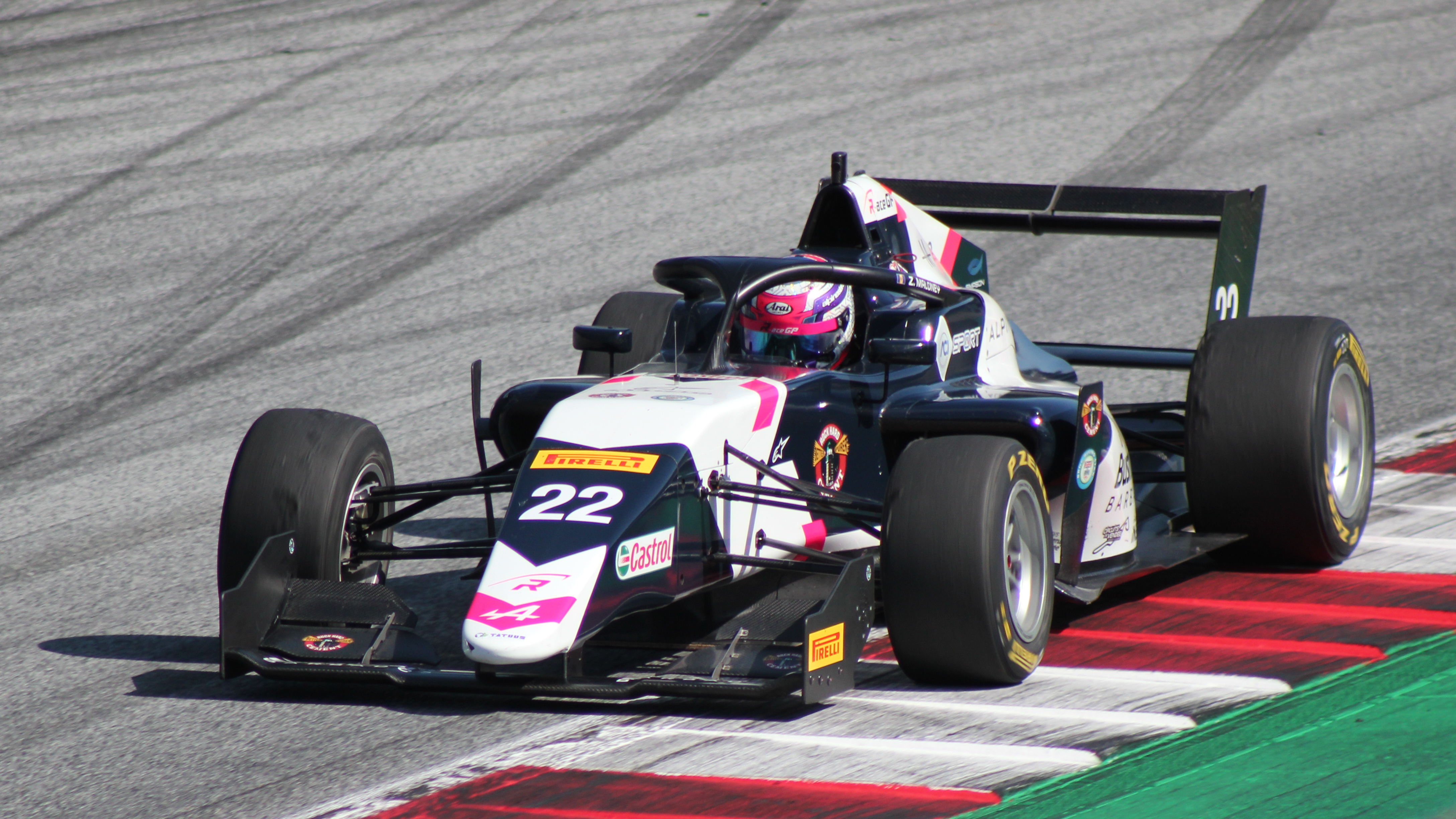
Maloney durante il campionato di F3 europeo regionale del 2021

Nel dicembre del 2020, Maloney firma con R-ace GP per la gareggiare nel 2021 della Formula Regional Europea. Dopo un ritiro nella prima gara, finisce terzo nella seconda gara ad Imola. Torna a podio a Monaco con un secondo posto in Gara 1, mentre in Gara 2 conquista la sua prima Pole Position e la sua prima vittoria davanti ai compagni di box, Hadjar e David. Chiude la stagione con una vittoria e altri sei podi, arrivando al quarto posto in classifica finale.

### Formula 3

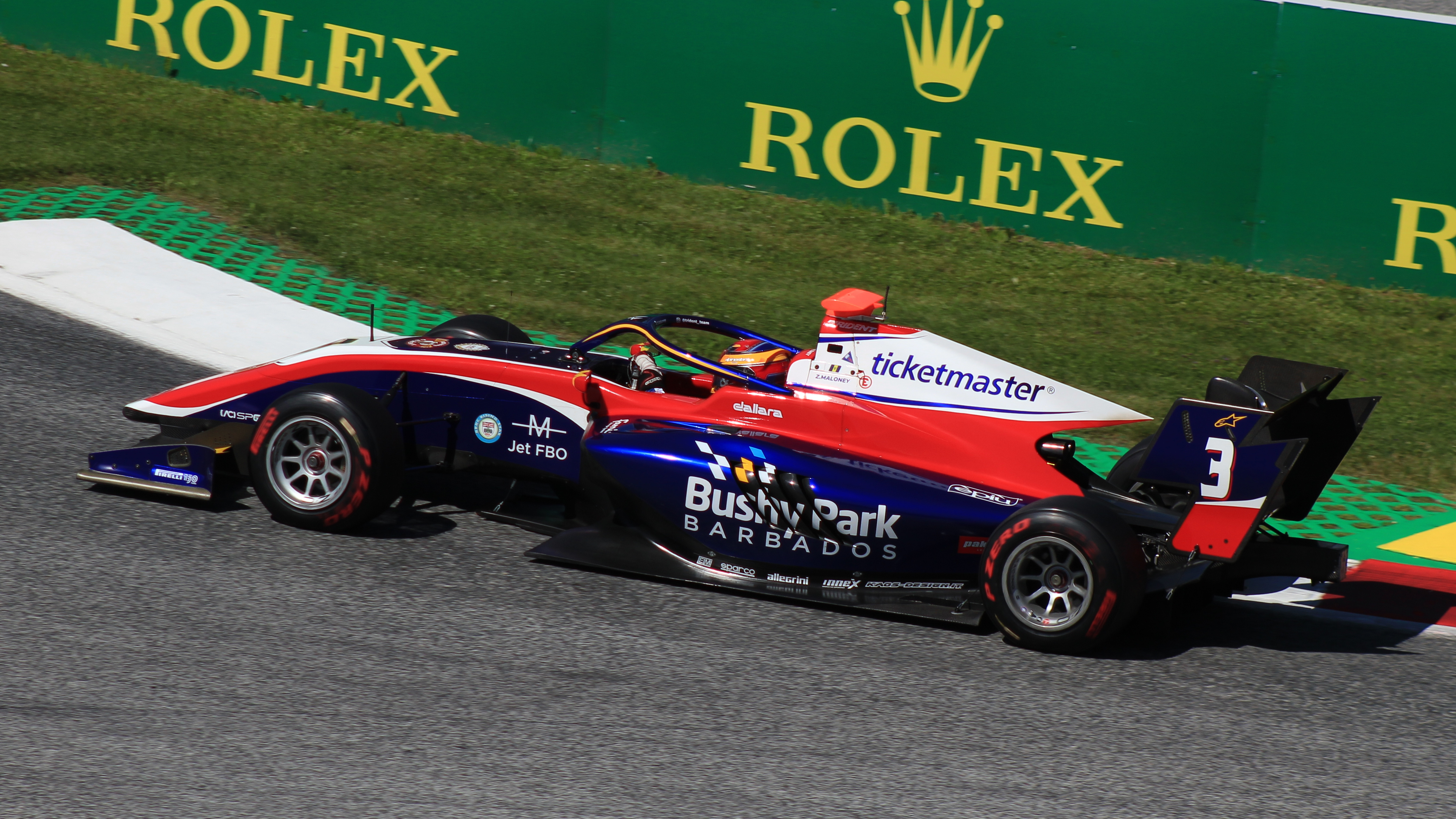
Maloney in Formula 3 nel 2022.

Maloney partecipa con il team italiano Trident Motorsport ai primi tre giorni di test collettivi della Formula 3 per la stagione 2022. Il 21 gennaio viene confermato alla guida della Trident nel 2022. Maloney dimostra di essere subito competitivo conquistando la Pole position sotto la pioggia nella seconda gara stagionale a Imola ma in gara commette un errore ed esce di scena mentre era in testa. Ottiene il suo primo podio nella seconda gara dell'Hungaroring chiudendo secondo alle spalle di Aleksandr Smoljar. Nel round successivo a Spa-Francorchamps ottiene la sua prima vittoria davanti a Roman Staněk, nella seconda gara. Continua il suo momento d'oro anche a Zandvoort dove conquista la Pole position che si trasforma in gara nella sua seconda vittoria. Nell'ultima gara stagionale a Monza vince la sua terza gara e, grazie all'ottima seconda parte di stagione, chiude secondo in classifica dietro Victor Martins, nonché primo tra i Rookie.

### Formula 2

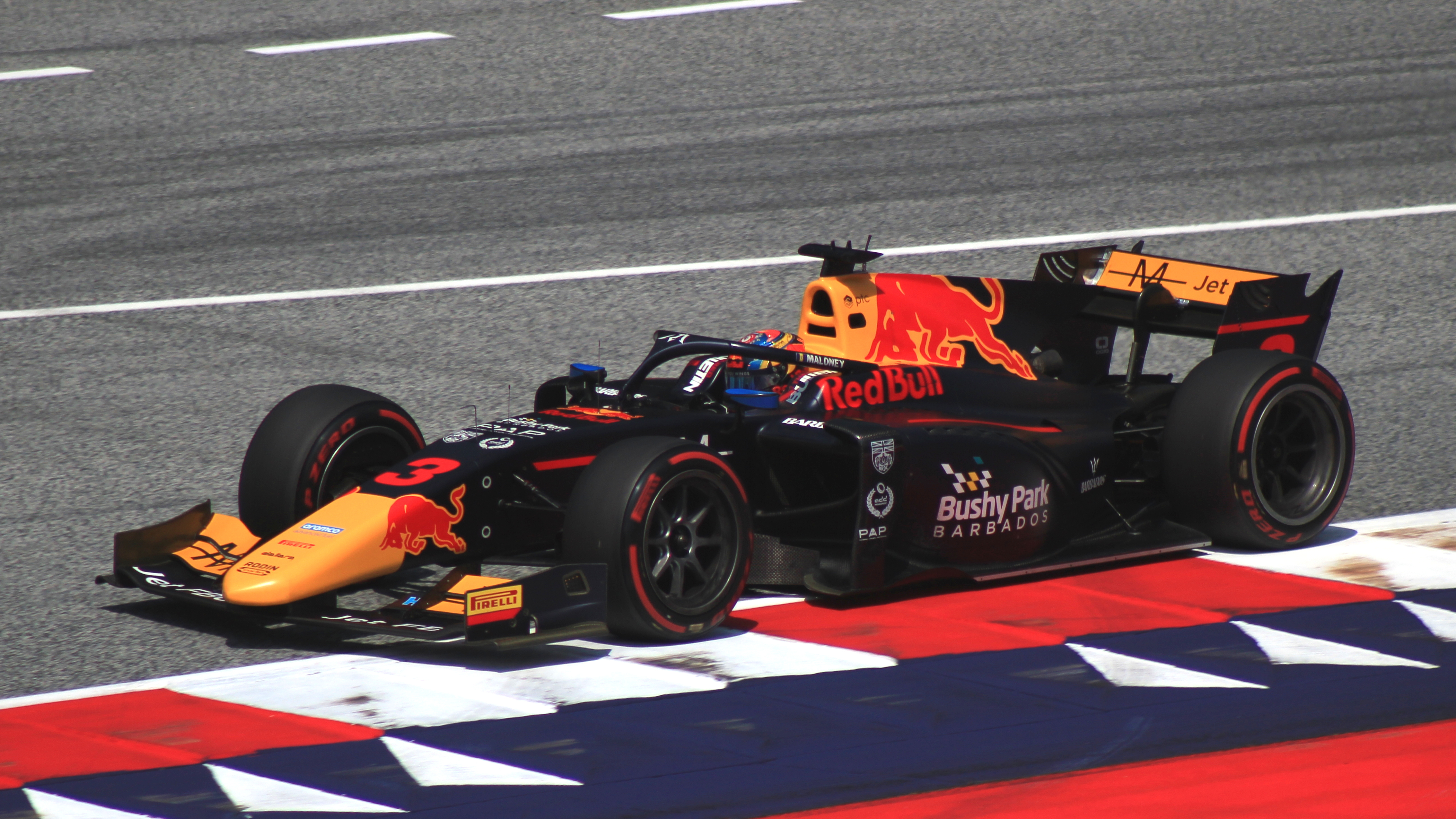
Maloney con la Dallara F2 del team Carlin in Formula 2

Dopo l'ottima conclusione del Campionato di Formula 3, il Team Trident lo chiama a sostituire Calan Williams nel ultimo round del campionato di Formula 2 a Yas Marina, dove non riesce a conquistare punti. Dopo le due gare, partecipa ai test post stagionali con il Team Carlin. Il 18 gennaio successivo, viene annunciato come pilota ufficiale del team Rodin Carlin insieme ad Enzo Fittipaldi per il 2023. Nella prima Feature Race della stagione a Sakhir, compie un'ottima gara rimontando dalla diciottesima posizione fino alla terza, assicurandosi il suo primo podio stagionale ed in categoria. Dopo alcuni risultati altalenanti, torna a podio nella Feature Race di Montecarlo sempre in terza posizione. Segue una serie di risultati negativi fino alla Feature Race di Silverstone dove chiude secondo dietro a Victor Martins. Dopo la seconda posizione a Zandvoort, non riesce più ad ottenere punti fino al termine della stagione concludendo la sua prima stagione decimo con 96 punti. Nel novembre del 2023 prende parte al Gran Premio di Macao sempre con il team britannico.
Per la stagione 2024 viene confermato alla guida della Rodin Motorsport, per la sua seconda stagione in Formula 2. Al primo appuntamento stagionale a Sakhir, vince sia la Sprint Race che la Feature Race. Maloney ottiene altri due terzi posti consecutivi, il primo nella Feature Race di Melbourne e il secondo nella Sprint Race d'Imola. Dopo una serie di risultati negativi, a Silverstone ottiene un ottimo weekend, arriva secondo sia nella Sprint Race, dietro Andrea Kimi Antonelli e sia nella Feature dietro a Isack Hadjar. A Monza ottiene la Pole e chiude secondo nella Feature Race dietro Gabriel Bortoleto. Maloney lascia la F2 con una gara d'anticipo visto il suo passaggio in Formula E, chiudendo poi quarto in classifica.

### Rally e le Accademy della F1
Maloney oltre agli impegni in monoposto prende parte a diversi eventi Rally in patria. Il suo primo Rally avviene nel 2021, dove vince alla guida della Škoda Fabia Rally2 evo la BRC Double-Header. Nel 2022 con al Škoda Fabia R5 ottiene la vittoria al rally First Citizens King of the Hill mentre è costretto al ritiro nel Rally delle Barbados.
Il 7 dicembre 2022 entra a far parte del Red Bull Junior Team di Red Bull Racing diventando, dalla stagione successiva, pilota di riserva e collaudatore del team. Nel 2023 prende parte anche ai test Rookie della Formula E, correndo per il team Avalanche Andretti. A fine anno, lascia Red Bull per accasarsi alla Sauber Academy, diventando pilota di riserva di Stake F1 Team Kick Sauber.

### Formula E
Nel aprile del 2024 torna con Andretti per partecipare ai Rookie test di Misano e di Berlino. Nello stesso anno testa per la prima volta una vettura della IndyCar Series, guidando per il team Rahal Letterman Lanigan Racing sul circuito stradale di Indianapolis.
Il 25 settembre 2024 Maloney viene annunciato come nuovo pilota della ABT Lola Yamaha insieme a Lucas Di Grassi per la stagione 2024-2025.

## Risultati

### Riassunto della carriera
| Stagione | Categoria                  | Team               | Gare                        | Vittorie                    | Pole                        | G.V.                        | Podi                        | Punti                       | Pos.                        |
| -------- | -------------------------- | ------------------ | --------------------------- | --------------------------- | --------------------------- | --------------------------- | --------------------------- | --------------------------- | --------------------------- |
| 2019     | Formula 4 britannica       | Carlin Motorsport  | 30                          | 10                          | 6                           | 5                           | 15                          | 427                         | 1º                          |
| 2020     | Euroformula Open           | Carlin Motorsport  | 17                          | 0                           | 0                           | 0                           | 2                           | 113                         | 8º                          |
| 2021     | Formula Regional Europea   | R-ace GP           | 20                          | 1                           | 1                           | 1                           | 7                           | 170                         | 4º                          |
| 2022     | Formula 3                  | Trident Motorsport | 18                          | 3                           | 2                           | 2                           | 4                           | 134                         | 2º                          |
| 2022     | Formula 2                  | Trident Motorsport | 2                           | 0                           | 0                           | 0                           | 0                           | 0                           | 26º                         |
| 2022     | Coppa dei Caraibi Radicali | N/A                | 3                           | 2                           | 1                           | 3                           | 2                           | N/A                         | NC                          |
| 2023     | Formula 2                  | Rodin Carlin       | 25                          | 0                           | 0                           | 1                           | 4                           | 96                          | 10º                         |
| 2023     | Formula 1                  | Red Bull Racing    | Collaudatore / Terzo pilota | Collaudatore / Terzo pilota | Collaudatore / Terzo pilota | Collaudatore / Terzo pilota | Collaudatore / Terzo pilota | Collaudatore / Terzo pilota | Collaudatore / Terzo pilota |
| 2023-24  | Formula E                  | Andretti Global    | Collaudatore / Terzo pilota | Collaudatore / Terzo pilota | Collaudatore / Terzo pilota | Collaudatore / Terzo pilota | Collaudatore / Terzo pilota | Collaudatore / Terzo pilota | Collaudatore / Terzo pilota |
| 2024     | Formula 2                  | Rodin Motorsport   | 24                          | 2                           | 1                           | 0                           | 7                           | 135*                        |                             |
| 2024     | Formula 1                  | Stake Sauber       | Collaudatore / Terzo pilota | Collaudatore / Terzo pilota | Collaudatore / Terzo pilota | Collaudatore / Terzo pilota | Collaudatore / Terzo pilota | Collaudatore / Terzo pilota | Collaudatore / Terzo pilota |

* Stagione in corso.

### Risultati in Formula 3 regionale europea
(legenda) (Le gare in grassetto indicano la pole position) (Le gare in corsivo indicano Gpv)
| Stagione | Team     | 1   | 2   | 3   | 4   | 5   | 6   | 7   | 8   | 9   | 10  | 11  | 12  | 13  | 14  | 15  | 16  | 17  | 18  | 19  | 20  | Punti | Pos. |
| -------- | -------- | --- | --- | --- | --- | --- | --- | --- | --- | --- | --- | --- | --- | --- | --- | --- | --- | --- | --- | --- | --- | ----- | ---- |
| 2021     | R-ace GP | IMO | IMO | CAT | CAT | MON | MON | LEC | LEC | ZAN | ZAN | SPA | SPA | RBR | RBR | VAL | VAL | MUG | MUG | MNZ | MNZ | 170   | 4º   |
| 2021     | R-ace GP | Rit | 3   | 9   | 9   | 2   | 1   | 4   | 6   | 15  | 8   | 3   | 2   | 9   | 3   | 8   | 8   | 11  | 14  | 3   | 7   | 170   | 4º   |

### Risultati in Formula 3
(legenda) (Le gare in grassetto indicano la pole position) (Le gare in corsivo indicano Gpv)
| Stagione | Team    | 1   | 2   | 3   | 4   | 5   | 6   | 7   | 8   | 9   | 10  | 11  | 12  | 13  | 14  | 15  | 16  | 17  | 18  | Punti | Pos. |
| -------- | ------- | --- | --- | --- | --- | --- | --- | --- | --- | --- | --- | --- | --- | --- | --- | --- | --- | --- | --- | ----- | ---- |
| 2022     | Trident | BHR | BHR | IMO | IMO | CAT | CAT | SIL | SIL | RBR | RBR | HUN | HUN | SPA | SPA | ZAN | ZAN | MNZ | MNZ | 134   | 2º   |
| 2022     | Trident | 4   | Rit | 6   | Rit | 21  | 13  | 7   | 11  | Rit | 5   | 10  | 2   | Rit | 1   | 17  | 1   | 4   | 1   | 134   | 2º   |

### Risultati completi Gran Premio di Macao
| Anno | Team         | Auto         | Qualifica | Gara |
| ---- | ------------ | ------------ | --------- | ---- |
| 2023 | Rodin Carlin | Dallara F319 | 10°       | 8°   |

### Risultati in Formula 2
(legenda) (Le gare in grassetto indicano la pole position) (Le gare in corsivo indicano Gpv)
| Stagione | Team             | 1   | 2   | 3   | 4   | 5   | 6   | 7   | 8   | 9   | 10  | 11  | 12  | 13  | 14  | 15  | 16  | 17  | 18  | 19  | 20  | 21  | 22  | 23  | 24  | 25  | 26  | 27  | 28  | Punti | Pos. |
| -------- | ---------------- | --- | --- | --- | --- | --- | --- | --- | --- | --- | --- | --- | --- | --- | --- | --- | --- | --- | --- | --- | --- | --- | --- | --- | --- | --- | --- | --- | --- | ----- | ---- |
| 2022     | Trident          | BHR | BHR | JED | JED | IMO | IMO | CAT | CAT | MON | MON | BAK | BAK | SIL | SIL | RBR | RBR | PAU | PAU | HUN | HUN | SPA | SPA | ZAN | ZAN | MNZ | MNZ | YMC | YMC | 0     | 26º  |
| 2022     | Trident          |     |     |     |     |     |     |     |     |     |     |     |     |     |     |     |     |     |     |     |     |     |     |     |     |     |     | 15  | 16  | 0     | 26º  |
| 2023     | Rodin Carlin     | BHR | BHR | JED | JED | ALB | ALB | BAK | BAK | MON | MON | CAT | CAT | RBR | RBR | SIL | SIL | HUN | HUN | SPA | SPA | ZAN | ZAN | MNZ | MNZ | YMC | YMC |     |     | 96    | 10º  |
| 2023     | Rodin Carlin     | 9   | 3   | Rit | 17  | 5   | 5   | Rit | 11  | 5   | 3   | 15  | 16  | 16  | 15  | 10  | 2   | 12  | 16  | 10  | 4   | C   | 2   | 14  | Rit | 9   | 17  |     |     | 96    | 10º  |
| 2024     | Rodin Motorsport | BHR | BHR | JED | JED | ALB | ALB | IMO | IMO | MON | MON | CAT | CAT | RBR | RBR | SIL | SIL | HUN | HUN | SPA | SPA | MNZ | MNZ | BAK | BAK | LUS | LUS | YMC | YMC | 140   | 4º   |
| 2024     | Rodin Motorsport | 1   | 1   | 4   | 7   | 10  | 3   | 3   | 11  | Rit | 10  | 20  | 8   | 17  | Rit | 2   | 2   | 13  | Rit | 4   | 6   | 5   | 2   | 10  | 15  | 6   | 9   |     |     | 140   | 4º   |

### Risultati in Formula E
| Stagione | Squadra                 | Vettura          | 1                   | 2            | 3           | 4                                               | 5      | 6      | 7      | 8      | 9      | 10     | 11     | 12     | 13     | 14      | 15      | 16     | Punti | Pos |
| --- | ----------------------- | ---------------- | ------------------- | ------------ | ----------- | ----------------------------------------------- | ------ | ------ | ------ | ------ | ------ | ------ | ------ | ------ | ------ | ------- | ------- | ------ | ----- | --- |
| 2024-25 | Lola - Yamaha ABT       | Lola-Yamaha T001 | SAP 12              | MEX 15       | JED 17      | JED 18                                          | MIA 19 | MON 21 | MON 14 | TOK 16 | TOK 14 | SHA 19 | SHA 11 | GIA 18 | BER 16 | BER Rit | LON Rit | LON 16 | 0     | 24º |
| \| Legenda \| 1º posto \| 2º posto \| 3º posto \| A punti \| Senza punti \| Grassetto=Pole position Corsivo=Giro più veloce \| \| Legenda \| Solo prove/Terzo pilota \| Non qualificato \| Ritirato/Non class. \| Squalificato \| Non partito \| Grassetto=Pole position Corsivo=Giro più veloce \| |                         |                  |                     |              |             |                                                 |        |        |        |        |        |        |        |        |        |         |         |        |       |     |
| Legenda | 1º posto                | 2º posto         | 3º posto            | A punti      | Senza punti | Grassetto=Pole position Corsivo=Giro più veloce |        |        |        |        |        |        |        |        |        |         |         |        |       |     |
| Legenda | Solo prove/Terzo pilota | Non qualificato  | Ritirato/Non class. | Squalificato | Non partito | Grassetto=Pole position Corsivo=Giro più veloce |        |        |        |        |        |        |        |        |        |         |         |        |       |     |